# Брицкани (Њамц)
Брицкани (рум. Brițcani) насеље је у Румунији у округу Њамц у општини Дулчешти. Oпштина се налази на надморској висини од 313 m.

## Становништво
Према подацима из 2002. године у насељу је живело 90 становника, од којих су сви румунске националности.